# Tristachya leucothrix
Tristachya leucothrix är en gräsart som beskrevs av Carl Bernhard von Trinius och Christian Gottfried Daniel Nees von Esenbeck. Tristachya leucothrix ingår i släktet Tristachya och familjen gräs. Inga underarter finns listade i Catalogue of Life.